# RIA Novosti

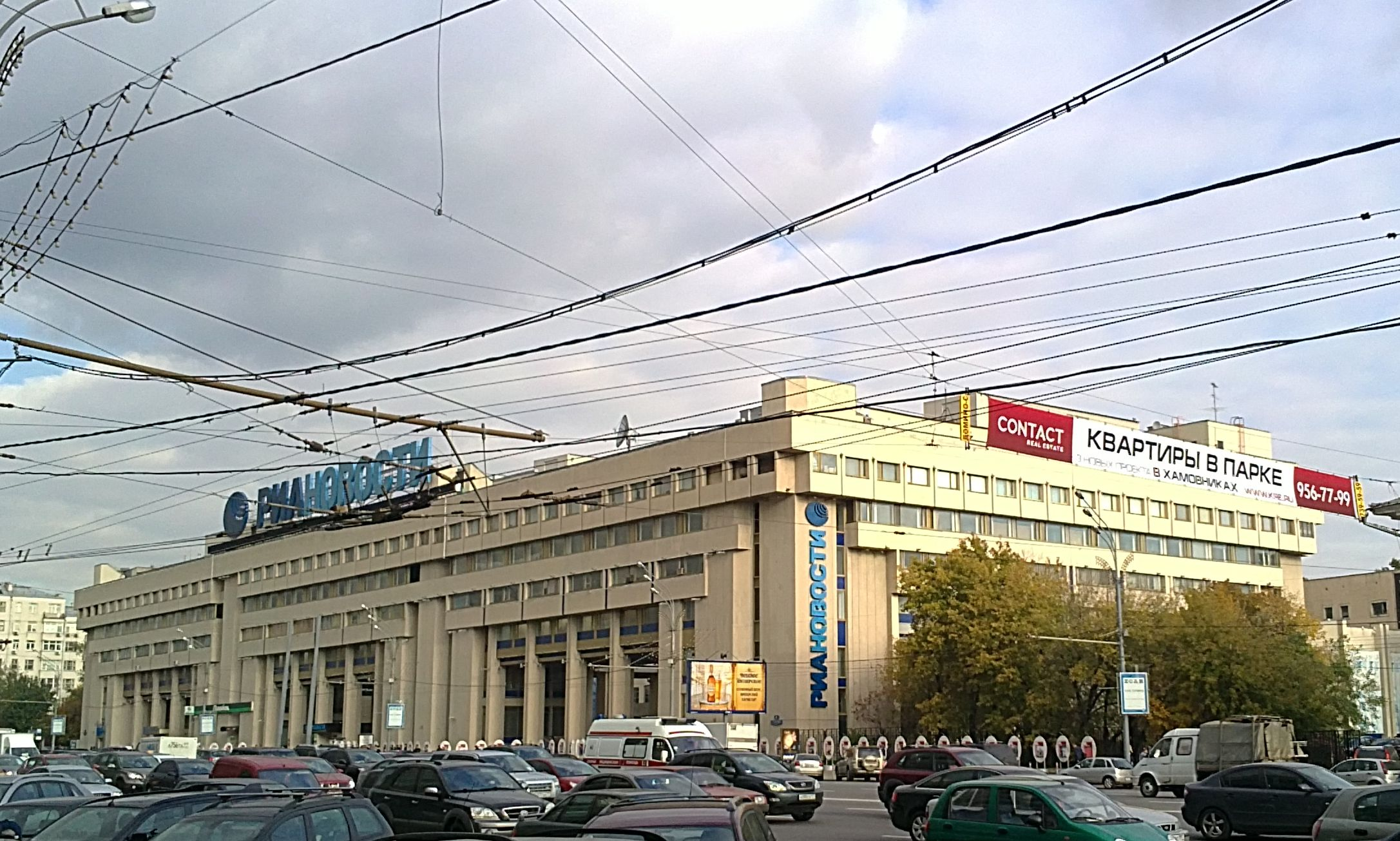
Locaux de RIA Novosti à Moscou.

RIA Novosti (en russe : РИА Новости) était l'une des plus importantes agences de presse de Russie avec TASS et Interfax. Officiellement sous la tutelle du ministère de la presse et de l'information de Russie depuis le 22 août 1991, son administration centrale est basée à Moscou. 
Bénéficiant d'une relative indépendance dans les années 1990-2000 après la dissolution de l'URSS, sa rédaction est dissoute par Vladimir Poutine en 2013 et devient un organe de propagande du Kremlin. Au même moment, sa couverture internationale est remplacée par le pôle de médias Rossia Segodnia comprenant l'agence de presse Sputnik et RT (Russia Today), avec des sites internets publiés en 28 langues.

## Historique
L'histoire de RIA Novosti remonte au 24 juin 1941, date à laquelle, deux jours après l'entrée de la Wehrmacht en URSS, fut formé le Bureau soviétique d'information (Sovinformburo) avec pour mission de couvrir à la radio et dans les journaux la situation sur le front, le travail à l'arrière et l'action des partisans. En 1944 fut créé dans la structure du Sovinformburo un bureau spécial pour la diffusion d'informations dans les pays étrangers.
En 1961, le Sovinformburo sert de base pour la création de l'agence de presse Novosti qui devient le principal organe d'information des organisations non gouvernementales soviétiques et a pour objectif de diffuser largement à l'étranger une information véridique sur l'URSS et de faire connaître à l'opinion publique soviétique la vie des peuples des pays étrangers.
Le 27 juillet 1990, l'Agence d'information Novosti (IAN) est créé sur la base de l'Agence de presse Novosti. En septembre 1991, l'IAN est transformée en Agence russe d'information (RIA) Novosti. Depuis 1993, RIA Novosti est une agence d'information et d'analyse d'État.
En décembre 2013, le président Vladimir Poutine dissout la rédaction de RIA Novosti afin de donner naissance à un nouvel organisme, Rossia Segodnia (« La Russie aujourd'hui »). Cela est interprété par Le Figaro comme un renforcement du contrôle sur les médias. La réorganisation fait craindre que RIA Novosti ne devienne un média de propagande,.

## Désinformation et sanctions
Le 26 février 2022, durant l'invasion de l'Ukraine par la Russie, RIA Novosti publie par erreur un article intitulé "L'arrivée/attaque de la Russie et le nouveau monde", qui a été préparé à l'avance en anticipant la victoire russe. Il annonce notamment que la Russie a gagné la guerre russo-ukrainienne et que « l'Ukraine est revenue à la Russie »,.
Le 3 avril 2022, RIA publie Ce que la Russie devrait faire de l'Ukraine, un article condamné pour ses intentions génocidaires.
En août 2022, Twitter a bloqué 4 profils de RIA dans 27 pays pour désinformation. Twitter est interdit en Russie.
En février 2023, le Canada sanctionne RIA Novosti pour son implication dans la propagande russe et la diffusion de fausses informations concernant l'invasion de l'Ukraine par la Russie.
Le 17 mai 2024 le portail est interdit par l'Union Européenne (ainsi que Voice of Europe, et les journaux Izvestia et Rossiïskaïa Gazeta)  parce qu'il est reconnu comme diffusant de la propagande russe, en particulier via sa participation à une « campagne systématique de manipulation des médias et de l'information, d'ingérence et de grave déformation des faits afin de justifier et de promouvoir son agression à grande échelle contre l'Ukraine, et de renforcer sa stratégie de déstabilisation des pays voisins et de l'UE et de ses États membres (...) [qui ont] notamment pris pour cibles, de manière répétée et constante, l'État ukrainien et ses autorités, les citoyens ukrainiens, ainsi que les partis politiques européens, en particulier en période électorale, la société civile, les demandeurs d'asile, les minorités ethniques russes, les minorités de genre et le fonctionnement des institutions démocratiques dans l'UE et ses États membres ».